# Operação Vinhas da Ira
Operação Vinhas da Ira (em hebraico:  מבצע ענבי זעם) é o nome usado pelas forças armadas israelenses para se referir à campanha de dezesseis dias contra o Líbano em 1996 em uma tentativa de acabar com os ataques pelo Hezbollah ao norte de Israel. Israel realizou mais de 1 100 ataques aéreos e bombardeios extensivos (cerca de 25 000 projeteis). O Hezbollah, a partir de suas bases no sul do Líbano, lançou 639 foguetes contra o norte de Israel, especialmente na cidade de Qiryat-Chemoná. As forças do Hezbollah também participaram de numerosos confrontos com as forças israelenses e do Exército do Sul do Líbano. 
Um cessar-fogo foi alcançado em 27 de abril para evitar mais vítimas civis. Esta ofensiva resultou em 175 mortos e 351 feridos, a maioria civis, e mais de 300 000 refugiados.
Um dos episódios mais significativos deste conflito foi o bombardeio de Caná, uma instalação das Nações Unidas atingida por bombas israelenses, o que provocou a morte de 118 civis libaneses.